# Ouati
Ouati Keita fue el tercer Mansa del Imperio de Malí reinando de 1270 a 1274.
Era uno de los dos niños, hijos de generales, adoptados por Sundiata Keïta. Fue adoptado y criado en la corte real junto al único hijo de Sundiata, Ouali, y el hijo de otro general, llamado Khalifa. Al igual que cualquiera de los demás miembros del clan Keita, era elegible para el trono, y peleó por él contra Khalifa después de la muerte del Mansa Ouali, fallecido al regreso de su hajj o viaje a la Meca, siendo coronado en 1270. 
Fue un pésimo gobernante, que dilapidó la hacienda real; a su muerte el imperio de Sundiata estaba en ruinas.
| Predecesor: Ouali I | Mansa de Malí 1270 – 1274 | Sucesor: Khalifa |